# Вишна
 Тази статия е за дървото.  За селото вижте Вишна (село).  
Вишна, Череша е подрод (Cerasus) дървесни растения от род Сливи, семейство Розови. Подродът включва множество култивирани и декоративни видове, най-известните от които са обикновената вишна и черешата.

## Видове
- Prunus cerasus – обикновена вишна
- Prunus avium – череша
- Prunus fruticosa – храстовидна вишна

## Други
На черешовите дървета е наречена улица във вилна зона „Горна баня“ в София (Карта).